# 翁藻
翁藻，浙江仁和（今浙江杭州）人，清朝政治人物。同進士出身。
雍正朝曾任戶部軍需房首任司官。雍正4年-雍正7年任戶部陝西司主事，雍正7年-雍正11年任戶部福建司員外郎，雍正11年-乾隆1年任河南道，乾隆元年(1736年)接替崔琳任苏松道道员一职，任內率先捐俸，将雍正年间禁教籍入官产的天主教敬一堂西側世春堂修缮一新，改建为讲堂斋舍，定名申江书院，作为举贡生童每月会课的场所後改名敬业书院，1740年由李土杰接任，一說任常鎮道或為兼任。後任江安糧道至乾隆7年，乾隆7年到乾隆8年任直隸按察使，乾隆8年到乾隆10年任江西按察使，乾隆十年到乾隆14年任江苏按察使。乾隆17年後任河南糧驛道。